# Расмаджі
Расмаджі (перс. رسمجي) — село в Ірані, у дегестані Кухестані-є-Талеш, в Центральному бахші, шагрестані Талеш остану Ґілян. За даними перепису 2006 року, його населення становило 160 осіб, що проживали у складі 37 сімей.

## Клімат
Середня річна температура становить 12,35°C, середня максимальна – 27,00°C, а середня мінімальна – -2,34°C. Середня річна кількість опадів – 581 мм.
| Клімат поселення                              | Клімат поселення | Клімат поселення | Клімат поселення | Клімат поселення | Клімат поселення | Клімат поселення | Клімат поселення | Клімат поселення | Клімат поселення | Клімат поселення | Клімат поселення | Клімат поселення | Клімат поселення |
| Показник                                      | Січ.             | Лют.             | Бер.             | Квіт.            | Трав.            | Черв.            | Лип.             | Серп.            | Вер.             | Жовт.            | Лист.            | Груд.            |                  |
| Середній максимум, °C                         | 10,05            | 9,11             | 11,07            | 15,60            | 20,23            | 24,94            | 27,00            | 26,60            | 22,07            | 18,67            | 13,64            | 10,28            |                  |
| Середня температура, °C                       | 4,34             | 3,40             | 5,35             | 9,87             | 14,50            | 19,21            | 22,56            | 22,15            | 17,63            | 14,21            | 9,19             | 5,84             |                  |
| Середній мінімум, °C                          | −1,4             | −2,34            | −0,38            | 4,15             | 8,78             | 13,50            | 18,09            | 17,71            | 13,17            | 9,77             | 4,74             | 1,38             |                  |
| Норма опадів, мм                              | 47               | 44               | 60               | 55               | 47               | 26               | 13               | 24               | 54               | 85               | 64               | 62               |                  |
| Середньомісячна швидкість вітру, м/с          | 2.20             | 2.48             | 2.50             | 2.56             | 2.20             | 2.26             | 2.55             | 2.32             | 1.96             | 2.06             | 2.04             | 2.00             |                  |
| Середньомісячна сонячна радіація, кДж/м²·день | 6975             | 9405             | 11589            | 15983            | 19746            | 22563            | 23369            | 19860            | 16348            | 11277            | 8494             | 6585             |                  |
| --------------------------------------------- | ---------------- | ---------------- | ---------------- | ---------------- | ---------------- | ---------------- | ---------------- | ---------------- | ---------------- | ---------------- | ---------------- | ---------------- | ---------------- |
| Джерело:                                      |                  |                  |                  |                  |                  |                  |                  |                  |                  |                  |                  |                  |                  |